# 埃德加斯·林克維奇斯
埃德加斯·林克維奇斯（1973年9月21日—）是一名拉脫維亞政治人物，自2011年起担任拉脱维亚外交部长。在开始担任这一职务之前，他曾担任拉脱维亚总统办公厅主任、国防部国务秘书以及议会代表。曾代表拉脱维亚之路和改革党，自2014年5月以来一直是团结党的成员，2023年7月8日就任拉脫維亞總統，成為歐盟首位出櫃的男同性戀國家元首。

## 早年生活和教育
出生于尤尔马拉，1991年完成高中学业。高中毕业后，就讀拉脱维亚大学历史和哲学学院攻读学士学位，1995年获得該校学士学位，1997年取得荷兰格罗宁根大学学习政治学和国际关系碩士學位，2000年再取得德怀特·d·艾森豪威尔国家安全和资源战略学院硕士学位   

## 职业
1993年和1994年，在拉脱维亚广播电台担任记者，报道外交政策和国际关系，同时仍在学习  1995年，他担任国防部政策司的高级顾问，直到1996年3月，他成为政策司的代理领导，同年9月，被任命为国防部代理副国务卿。  1997年5月，成为代理国防大臣，1997年8月担任国防大臣，直到2008年10月

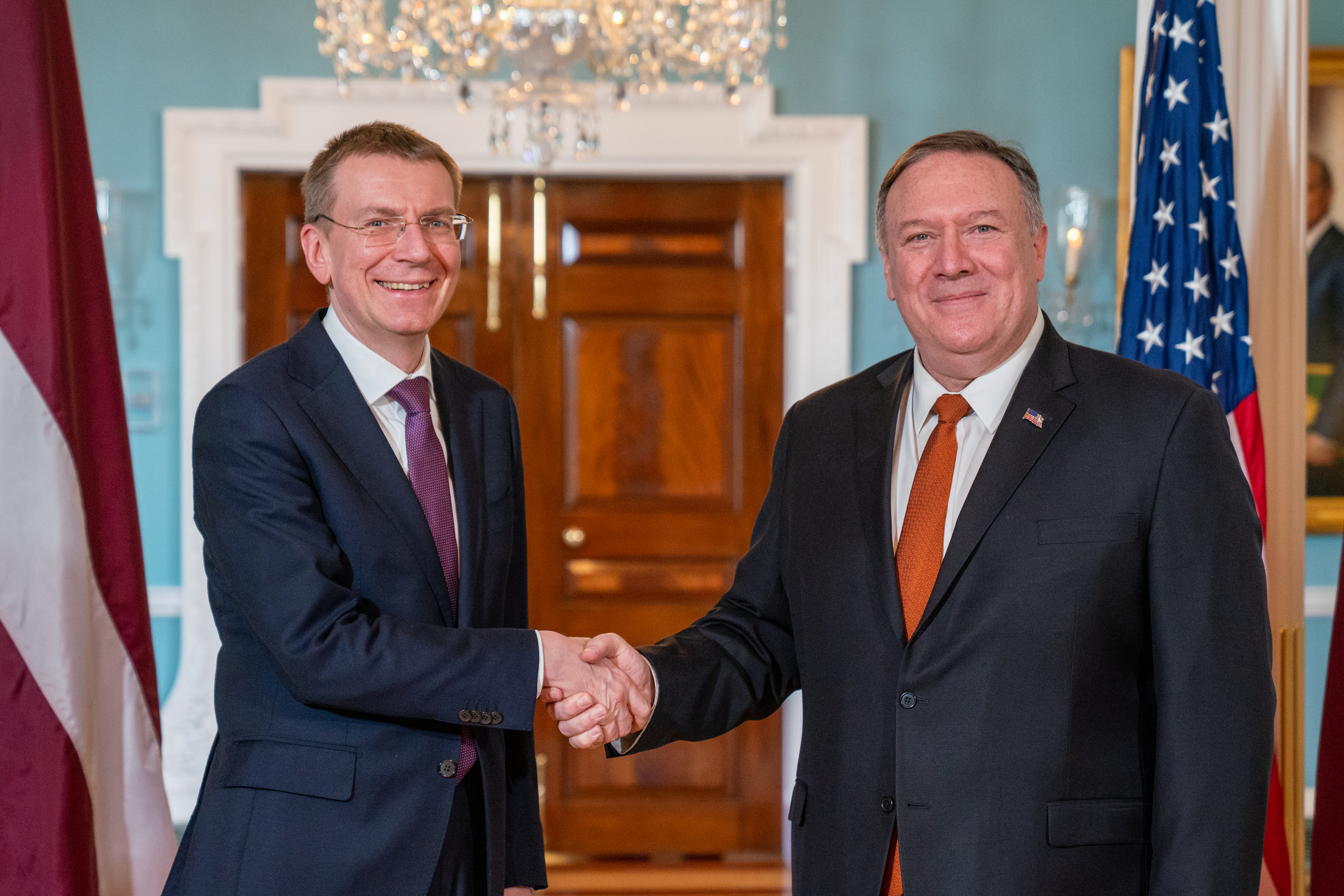
林克维奇斯于2020年2月27日在美国国务院会见了美国国务卿迈克尔·蓬佩奥。

1998年至2004年间，林克维奇斯是拉脱维亚之路党的成员。1998年2月，他参与了《美国-波罗的海伙伴关系宪章》的讨论，2002年至2003年，他作为拉脱维亚代表团副团长，作为拉脱维亚加入北约谈判代表团的一员。2008年，他被任命为拉脱维亚总统办公厅主任，一直担任到2011年7月。同年10月，林克维奇斯加入瓦尔季斯·东布罗夫斯基斯的第三届内阁，担任外交部长。他最初是无党籍人士，2012年1月加入了改革党。

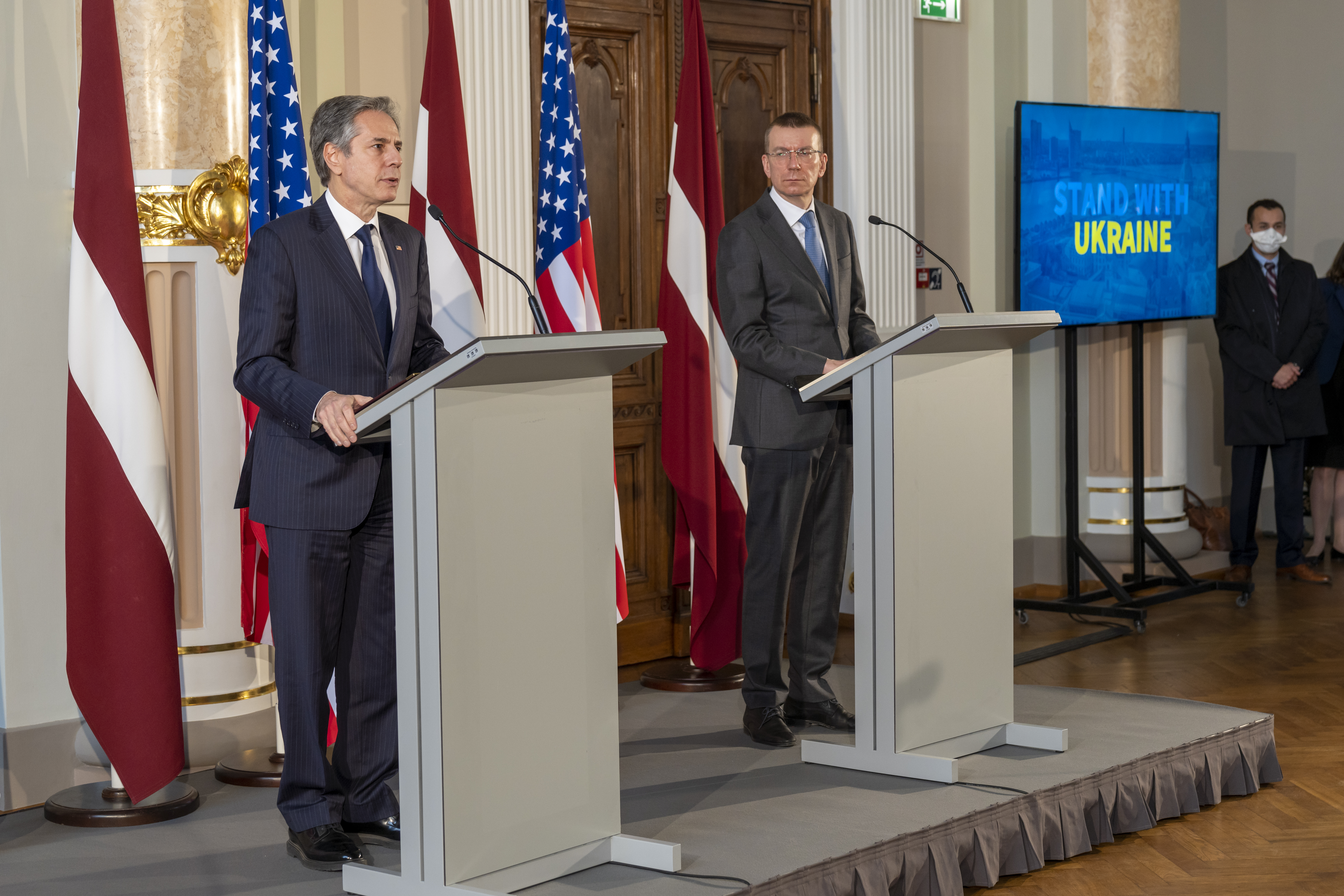
2022 年 3 月 7 日，林克维奇与美国国务卿安东尼·布林肯

2014年东布罗夫斯基斯内阁辞职后，他继续在莱姆多塔·斯特劳尤马的第一个内阁中担任部长职务。2014年，他参加了议会选举，并当选为议会议员，之后再次被确认担任外交部长，这一次是在莱姆多塔·斯特劳尤马的第二届内阁中
2014年5月，林克维奇斯加入了统一党。 

## 政治立场
林克维奇斯表示，他对以色列与巴林正式建立外交关系的消息表示欢迎。 
对有争议的納戈爾諾-卡拉巴赫地区敌对行动升级深表关切，并呼吁亚美尼亚和阿塞拜疆立即停止战斗，朝着和平解决的方向取得进展 

## 个人生活
2014年11月6日，他在推特上公开宣布自己是同性恋，成为拉脱维亚第一位宣布自己是同性恋的议员，也是当时前苏联集团国家中最著名的公开同性恋政治家。 除了拉脱维亚语外，他还精通英语、俄语和法语。